# Strategic Arms Reduction Treaty (II)
Strategic Arms Reduction Treaty (START II) – drugi traktat START o redukcji zbrojeń strategicznych (pierwszym był START I), podpisany w Moskwie 3 stycznia 1993 przez prezydenta Stanów Zjednoczonych, George’a Busha Seniora i prezydenta Rosji, Borysa Jelcyna. Najważniejszym postanowieniem była eliminacja wielogłowicowych międzykontynentalnych pocisków balistycznych (MIRV ICBM) z arsenałów obydwu państw. Dodatkowo obie strony zobowiązały się do redukcji liczby aktywnych pocisków do liczby 3000–3500 sztuk.
Ponieważ likwidacja pojedynczego pocisku umieszczonego w wyrzutni jest znacznie łatwiejsza niż wielu lecących osobno głowic, rozwój arsenału MIRV ICBM prowadził do potencjalnie niebezpiecznej sytuacji. Umiejscowione na lądzie wielogłowicowe pociski balistyczne zwiększały szanse zwycięstwa w wojnie nuklearnej stronie, która dokonała pierwszego uderzenia. Szacunek ten nie obejmuje udziału okrętów podwodnych i wystrzeliwanych z nich pocisków SLBM, których traktat START II również nie uwzględniał.
Mimo ratyfikowania 26 stycznia 1996 roku przez Senat Stanów Zjednoczonych traktatu START II, rosyjska Duma odmówiła jego ratyfikacji. Z tego też powodu, traktat ten nigdy nie wszedł w życie. Stany Zjednoczone wywiązały się z jego postanowień, likwidując ze swoich arsenałów dziesięciogłowicowe pociski LGM-118A Peacekeeper oraz zmniejszając liczbę głowic z 3 do jednej w pociskach LGM-30G Minuteman III. Szacunki wskazują, że liczba pocisków z końcem 2007 roku przekraczała określone traktatem ograniczenia. Natomiast w arsenałach Rosji w dalszym ciągu pozostają na uzbrojeniu pociski wielogłowicowe R-36M Wojewoda.